# Acacesia benigna
Acacesia benigna es una especie de arácnido de la familia Araneidae oriunda de Perú, Bolivia y Brasil. Fue descrita por Susan Glueck en 1994.